# Vogelsangbachtal
Das Naturschutzgebiet Vogelsangbachtal liegt auf dem Gebiet der Stadt Heiligenhaus im Kreis Mettmann in Nordrhein-Westfalen.

## Lage
Das aus sechs Teilflächen bestehende etwa 159 ha große Gebiet, das im Jahr 1990 unter der Schlüsselnummer ME-022 unter Naturschutz gestellt wurde, erstreckt sich nördlich und nordwestlich der Kernstadt Heiligenhaus entlang des Rinderbaches. Nördlich des Gebietes verläuft die Kreisstraße K 4, westlich die Landesstraße L 156 und südlich die B 227. Nordwestlich erstreckt sich das etwa 199 ha große Naturschutzgebiet Wälder bei Hugenpoet und Landsberg.

## Beschreibung
„Im Naturschutzgebiet Vogelsangbachtal kommen insgesamt
342 höhere Pflanzenarten vor, davon 19 Arten der Roten
Liste NRW. Zu nennen sind hier u.a. die vom Aussterben
bedrohte Feldulme, die gefährdeten Arten Hirschzunge, Grüne Nieswurz, Zierliches Tausendgüldenkraut, Gemeiner Frauenmantel, Riesen-Schachtelhalm und Spreizendes Wassergreiskraut sowie die auf der Vorwarnliste aufgeführten Arten Hohe Schlüsselblume, Moorlabkraut und Sumpf-Dotterblume. Floristisch erwähnenswert ist die hohe Artenzahl typischer Pflanzenarten der Bachauen, Feuchtwiesen und Auenwälder sowie einiger Arten trocken-magerer Standorte.
Zoologisch weist das Gebiet eine hohe Bedeutung für Amphibien und Reptilien auf, die im Gebiet mit insgesamt 10 Arten vertreten sind, u.a. mit der nach der Roten Liste NRW stark gefährdeten Ringelnatter, den in NRW gefährdeten und im Naturraum stark gefährdeten Kammmolch (Anhang 2 und 4 der FFH-Richtlinie) und dem Feuersalamander.
Die hohe avifaunistische Bedeutung des Gebietes wird
dokumentiert durch den Nachweis von 8 Brutvögeln der Roten Liste NRW (u.a. Eisvogel, Kleinspecht, Steinkauz und Dorngrasmücke), dem Brutverdacht des auf der Vorwarnliste aufgeführten Gelbspötters sowie dem Vorkommen von 2 Nahrungsgästen der Roten Liste. Die im Gebiet nachgewiesene Wasseramsel ist von Naturschutzmaßnahmen abhängig.
Zudem weist das Gebiet eine hohe Bedeutung für Insekten
auf. So kommen hier die Tagfalter mit 25 Arten, darunter 3
Arten der Vorwarnliste und die Libellen mit 15 Arten, u.a. mit
der Gefleckten Heidelibelle (Vorwarnliste) vor. Die Heuschrecken sind mit 9 Arten vertreten, wobei das Vorkommen
des stark gefährdeten Sumpfgrashüpfers hervorzuheben ist.
Daneben wurden im Gebiet mehrere gefährdete Fledermausarten nachgewiesen.“

## Schutzziele
- Erhaltung und Entwicklung eines teilweise gut ausgebildeten, strukturreichen Talkomplexes mit gefährdeten Biotoptypen und Pflanzengesellschaften sowie gefährdeten Tier- und Pflanzenarten,

- Erhaltung und ökologische Optimierung einer strukturreichen Bachaue,

- Erhaltung und Entwicklung eines naturnahen Fließgewässerabschnittes mit Auwaldresten; Erhaltung und Optimierung eines Hangbuchenwaldes mit Altholz und

- Erhaltung eines naturnahen, strukturreichen Auenbereiches mit artenreicher Feuchtvegetation.[4]

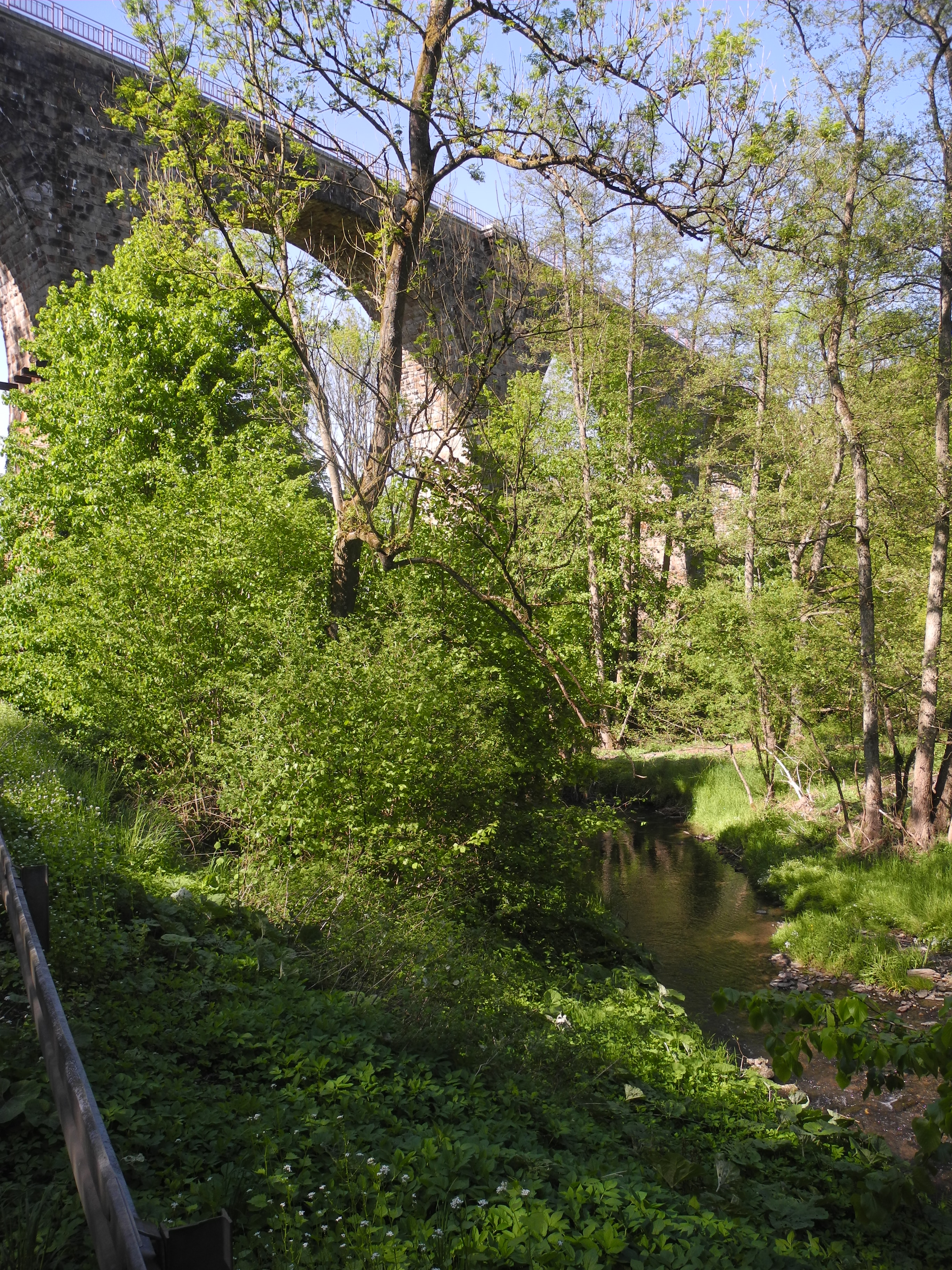
Viadukt untere Ruhrstraße
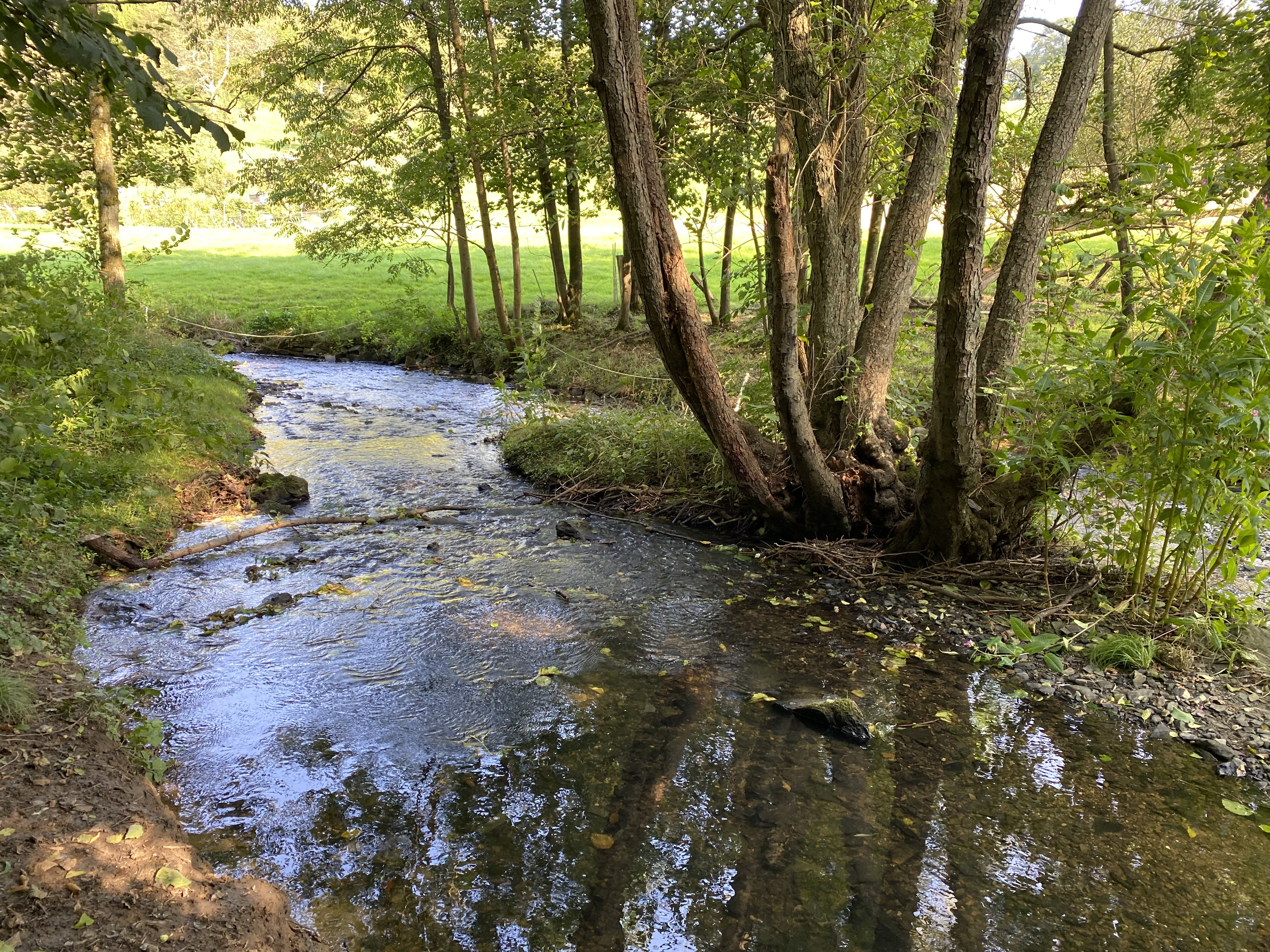
Rinderbach im NSG
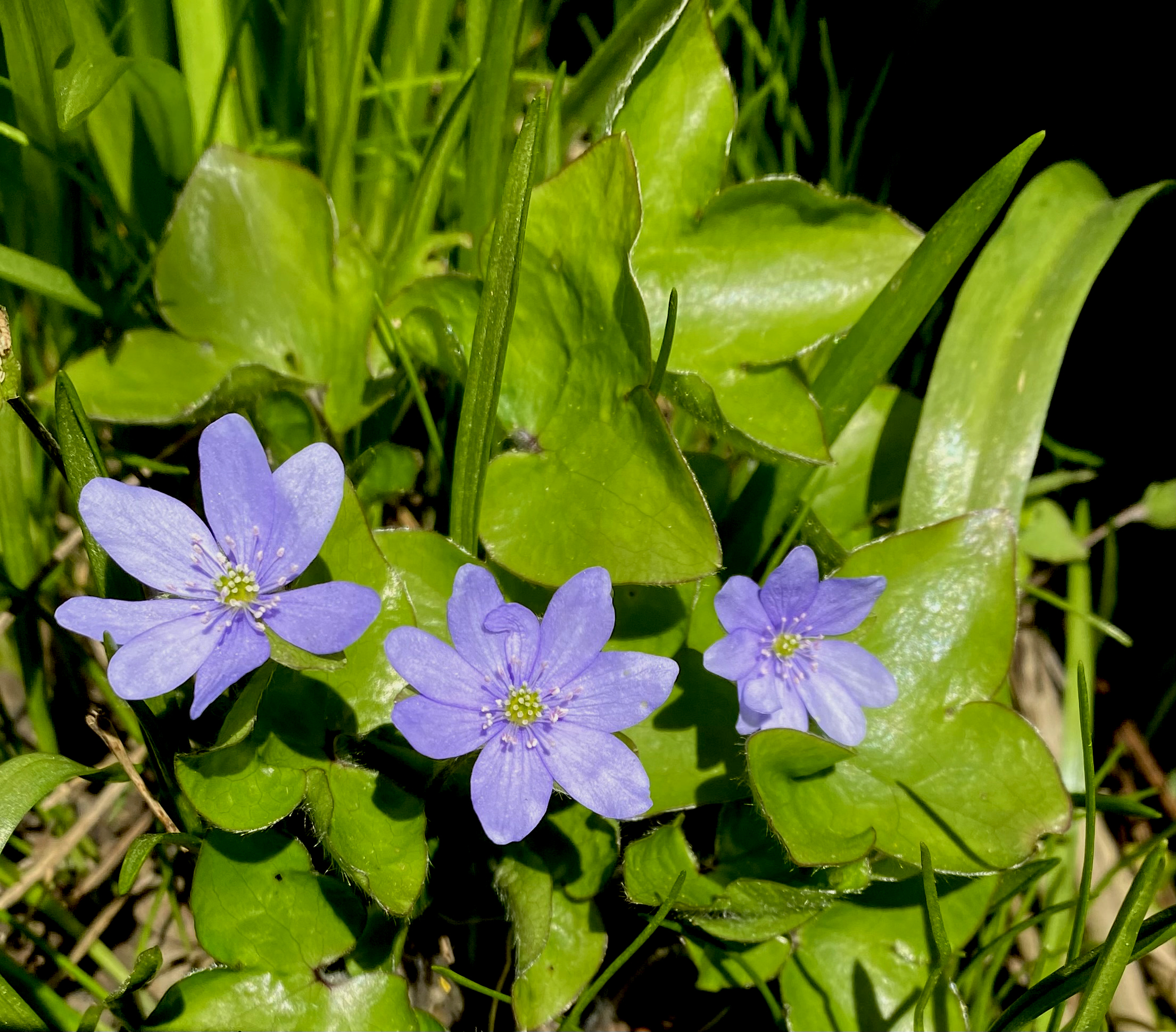
Leberblümchen (Hepatica nobilis)
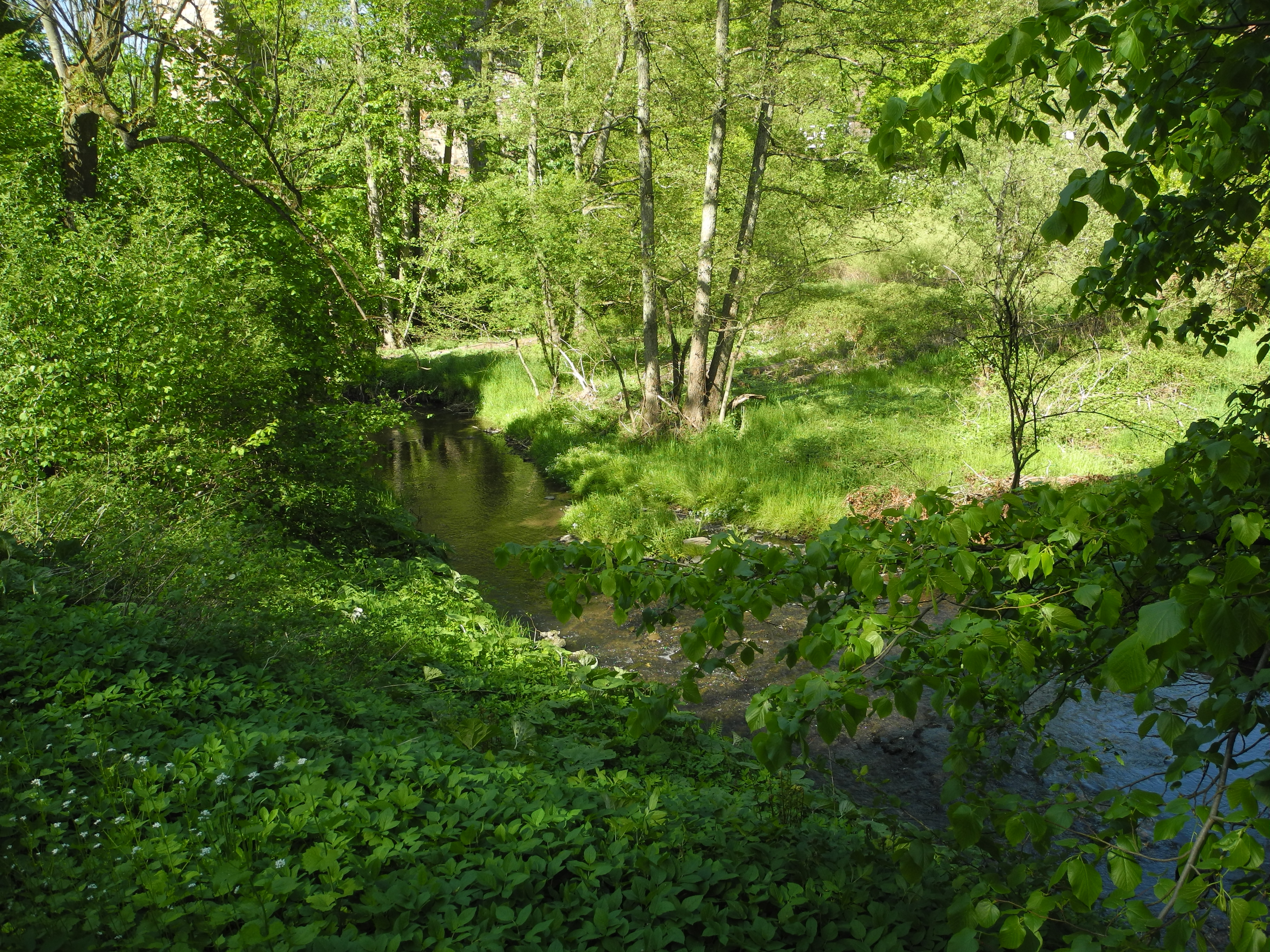
NSG Vogelsangbachtal
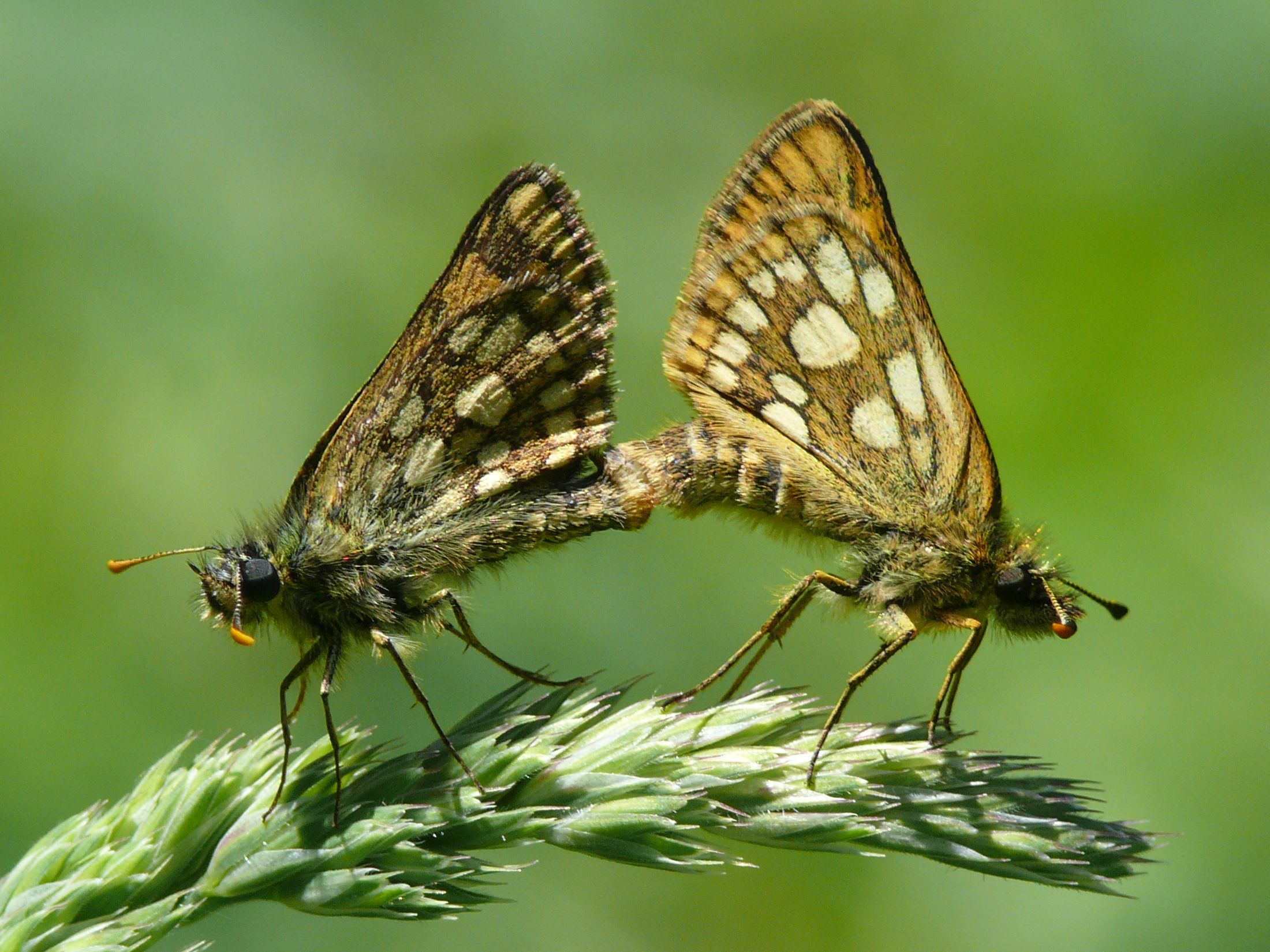
Gelbwürfeliger Dickkopffalter (Carterocephalus palaemon), Paarung
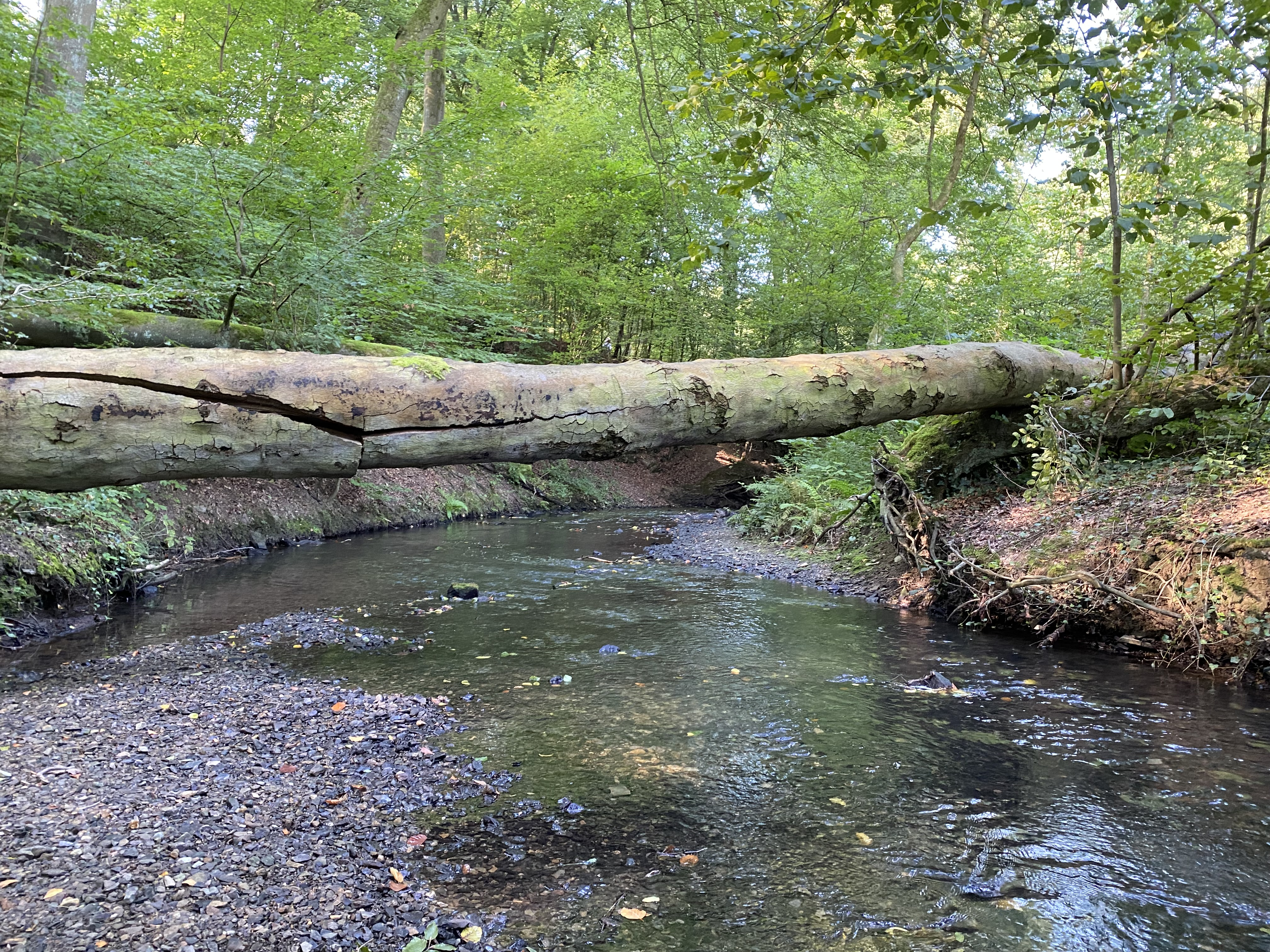
Naturnaher Rinderbach bei Heiligenhaus
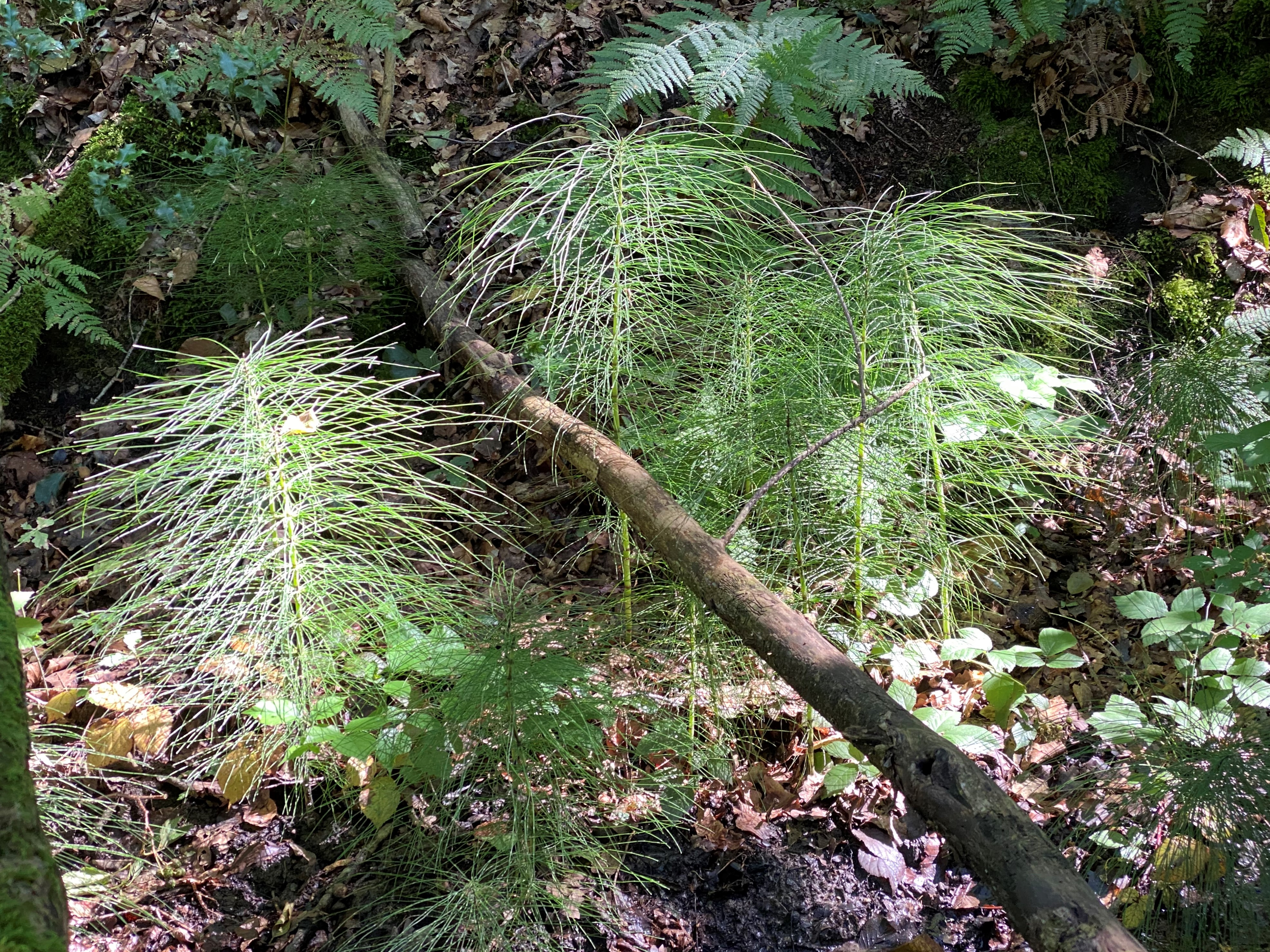
Riesen-Schachtelhalm
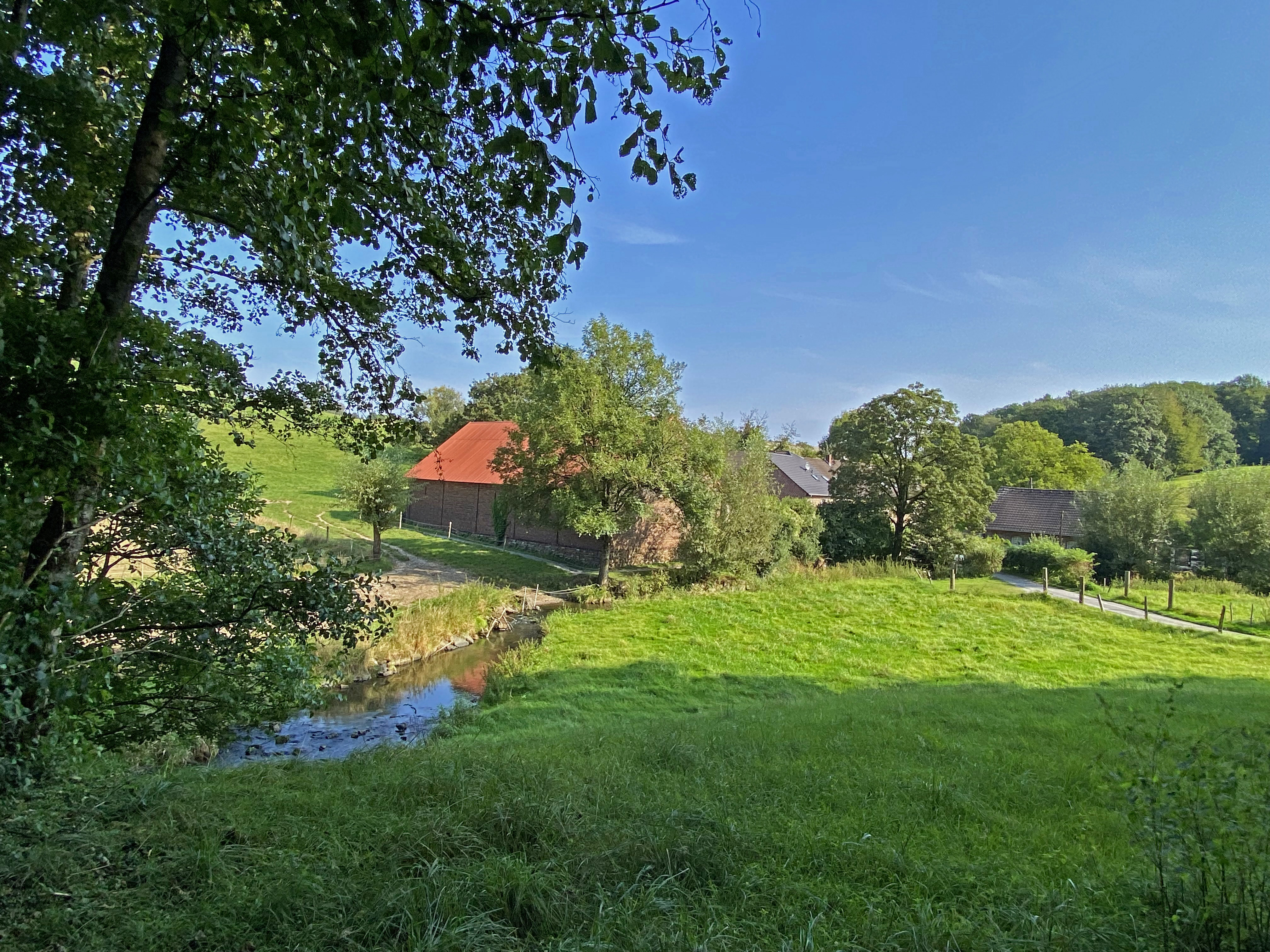
Hof Herberg am Rinderbach im NSG
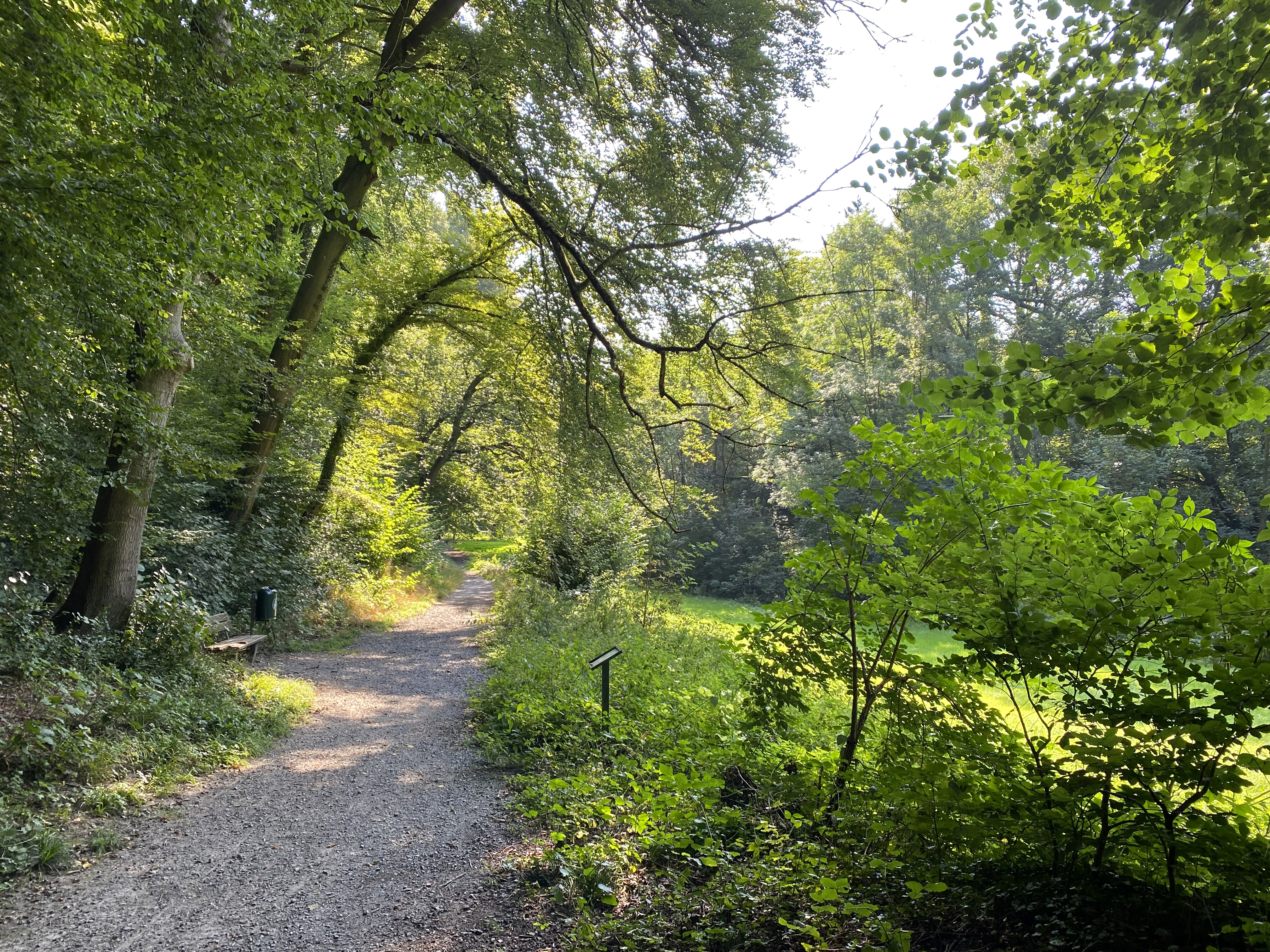
Wanderweg Weinberg durch das NSG Vogelsangbachtal
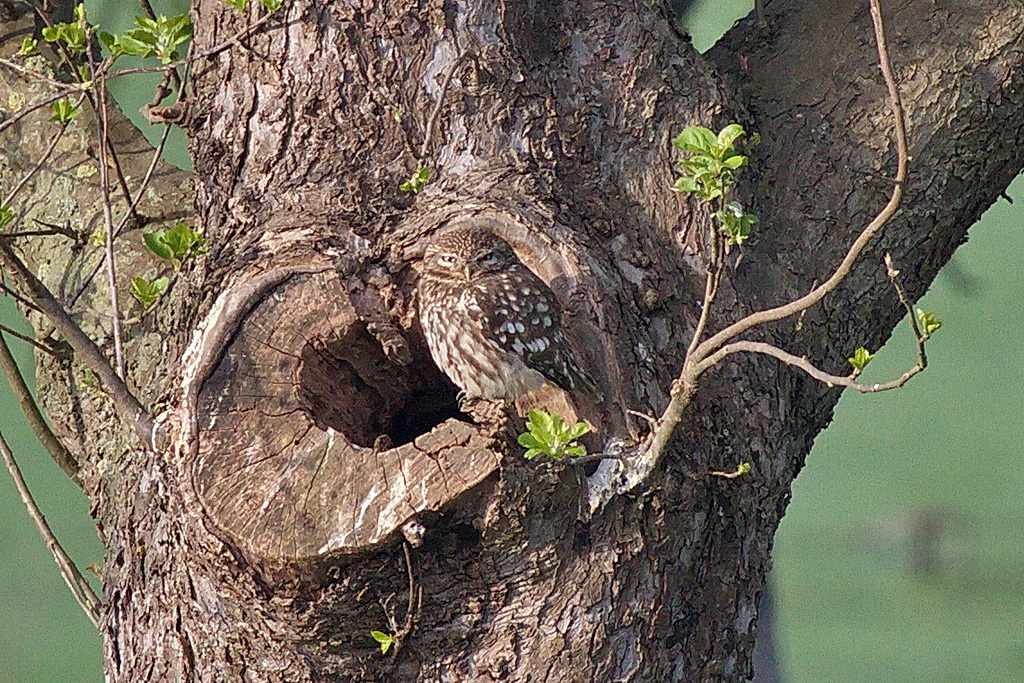
Steinkauz benötigt Baum-Höhlen
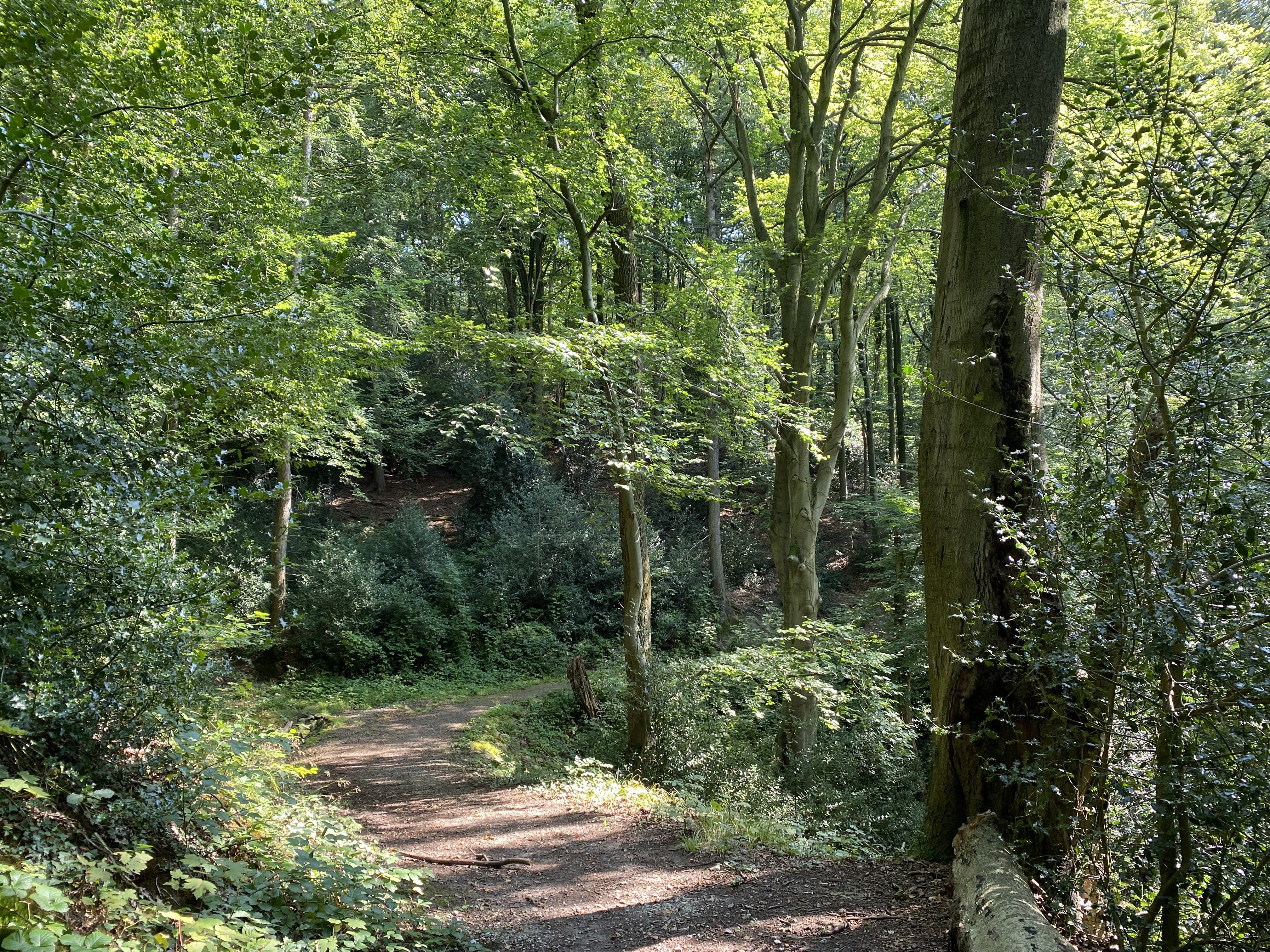
Bewaldeter Hang südl. Isenbügeler Kopf